# سلبریتی میلنیوم

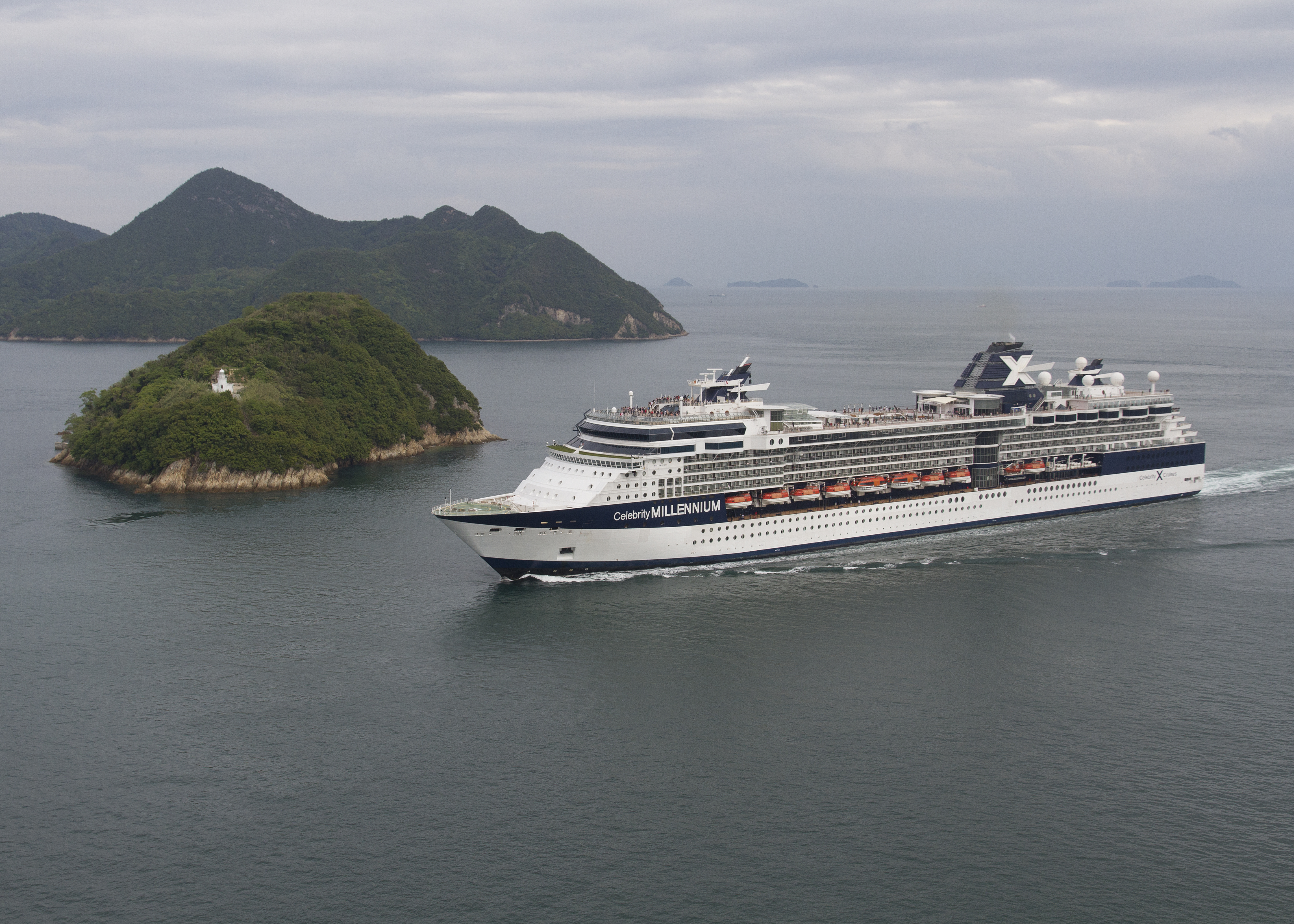
سلبریتی میلنیوم

سلبریتی میلنیوم (به انگلیسی: Celebrity Millennium) یک کشتی است که طول آن ۹۶۴٫۶ فوت (۲۹۴ متر) می‌باشد. این کشتی در سال ۲۰۰۰ ساخته شد.